# Ecuadoropossummuis
De Ecuadoropossummuis (Caenolestes fuliginosus) is een opossummuis die voorkomt in de Andes van het uiterste noorden van Peru, door Ecuador en Colombia tot net over de grens van Venezuela. Ze komen voor op een hoogte van 1500 tot 4000 m in de natte, koude bergwouden van de Andes. C. fuliginosus wordt 93 tot 139 mm lang en weegt 16.50 to 40.80 gram. Mannetjes en vrouwtjes zien er verschillend uit.
De vacht is zacht en dik en bestaat uit verschillende soorten haren. De rug is veel donkerder (bijna zwart) dan de buik. De staart heeft dezelfde kleur als de rug en is vrijwel naakt. De kop is verlengd als die van een rat en heeft kleine ogen en zichtbare oren.